# Енциклопедистика
Енциклопедѝстика — наукове вивчення енциклопедій, передусім історії енциклопедичних видань, сучасних паперових і електронних енциклопедій, а також теоретичних і методичних особливостей їх підготовки. 

## Загальна характеристика
Енциклопедистика є міждисциплінарною галуззю, оскільки має різні аспекти досліджень (біографічний, бібліографічний, історіографічний, текстологічний, джерелознавчий, лінгвістичний, інформаційний, філософський, суспільно-політичний, педагогічний тощо). Як окрема наукова дисципліна формується на основі поєднання різних наук, та найбільше  — історичних (спеціальні історичні дисципліни), лінгвістичних (лексикографія, термінологія), інформаційних (архіво- й бібліотекознавство), а також галузей соціальної комунікації (передусім теорія та історія видавничої справи). Наприклад, в Україні за класифікацією наукових напрямів Національної академії наук України енциклопедистика є галуззю історичних наук (3.2.17 — "історична енциклопедистика") та наукової інформатики (3.11.6 — "розвиток словниково-енциклопедичної справи").   
Енциклопедистикою називають не лише наукову дисципліну, а й сферу професійної діяльності, що пов'язана з укладанням і виданням енциклопедій (ланка видавничої справи). У цьому значенні більш поширений термін "енциклопедична справа". В Україні, згідно з Державним класифікатором продукції та послуг, енциклопедична справа діє у сфері надання телекомунікаційних та інформаційних послуг спільно зі словникарством (58.11.14 — "словники та енциклопедії друковані").   
Узагальнено енциклопедистикою можуть називати й сукупність опублікованих енциклопедичних видань як певний науковий чи видавничий здобуток.  

## Дослідження й укладання енциклопедій
Дослідження енциклопедій виокремлюють в самостійну наукову ланку, оскільки такі видання (насамперед універсальні енциклопедії) є "феноменом людської культури, маркером духовної зрілості нації, відзеркаленням інтелектуального потенціалу суспільства"; належать до "найскладніших з усіх видів видавничої продукції не лише в контексті редакційно-видавничої підготовки, а й розроблення теоретично-практичних засад цього важливого сегмента книговидання"; здатні формувати "енциклопедичний стиль мислення", сприяти "підвищенню культури людей і навіть подоланню духовної кризи суспільства"; "систематизують термінологічний апарат мови" (зокрема галузеві енциклопедії); зрештою, слугують "авторитетним джерелом перевірених знань", а також дидактичним засобом навчання в сучасній освіті. 
Об'єктом дослідження енциклопедистики є енциклопедичні видання, зокрема енциклопедії, енциклопедичні довідники, енциклопедичні словники, енциклопедичні словники-довідники, енциклопедичні онлайн-ресурси. Класифікація й диференціація енциклопедичних видань часто стає предметом дослідження науковців. В Україні існує також потреба стандартизації  енциклопедій  та  енциклопедичних  словників  (довідників), установлення їхніх чітких критеріїв, позаяк "енциклопедіями  почали  називати  продукцію, що не відповідає канонам цього типу  видань". Окремі теоретичні напрями енциклопедичних досліджень стосуються енциклопедичних знань (способів їх систематизації, виокремлення, представлення, поширення в суспільстві тощо), енциклопедичної культури (як сукупності цінностей, пов’язаних зі створенням енциклопедій). Корпус (реєстр) енциклопедичних статей, що становить зміст будь-якої енциклопедії, і критерії відбору матеріалу до нього, вимоги написання статей, особливості графічного матеріалу, стилістика, дизайн статей та енциклопедії в цілому тощо — одні з найважливіших практичних питань енциклопедистики. 
Енциклопедистика належить до молодих наукових дисциплін, що лише починає розвиватися. Натомість енциклопедична справа має давню історію, адже стосується практики укладання енциклопедій (див. Енциклопедія). В Україні становлення енциклопедистики як наукової дисципліни пов'язане з дослідженнями, які виконуються в таких установах, як Інститут енциклопедичних досліджень НАН України, ДНУ «Енциклопедичне видавництво», Інститут історії України НАН України, Українська академія друкарства, Наукове товариство імені Шевченка, Канадський інституту українських студій тощо. У Франції в середині 20 ст. у зв'язку з підготовкою "Енциклопедії українознавства" (1949—1995) діяв Інститут енциклопедії українознавства.   
Серед зарубіжних енциклопедичних установ та організацій, що займаються дослідженнями енциклопедичного спрямування та / або підготовкою фундаментальних енциклопедій: Інститут Італійської енциклопедії (Італія), Лексикографічний інститут імені Мирослава Крлежі (Хорватія), Центр лексикографії Чорногорської академії наук і мистецтв (Чорногорія), Центр енциклопедичних видань НАН Білорусі, Центр лексикографії Македонської академії наук і мистецтв, Центр лексикології й лексикографії Академії наук і мистецтв Боснії і Герцеговини, Науково-видавничий комплекс "Башкирська енциклопедія",  ДУ "Інститут татарської енциклопедії та регіонознавства Академії наук Республіки Татарстан" (Російська Федерація), Науково-видавничий енциклопедичний центр (Литва), Центр енциклопедичних досліджень Наукової бібліотеки імені А. Лупана (Молдова), Офіс Національної енциклопедії при Латвійській національній бібліотеці (Латвія), Центр "Велика ісламська енциклопедія"  (Іран), Науковий центр "Азербайджанська національна енциклопедія" (Азербайджан), Державний інститут енциклопедичних видань  (Індія) та ін. Найвідомішим у світі енциклопедичним видавництвом є транснаціональна компанія "Британська енциклопедія" (Encyclopædia Britannica, Inc.). Чи не найпопулярнішим об'єктом енциклопедичних досліджень у світі є "Вікіпедія".  
Українським періодичним виданням з питань енциклопедистики є "Енциклопедичний вісник України". 
В Україні проводять регулярну тематичну наукову конференцію "Українська енциклопедистика" [Архівовано 13 січня 2021 у Wayback Machine.].